# Presidente de Nauru
El presidente de la República de Nauru es el cargo que recibe quien ostenta el poder ejecutivo, tanto la jefatura de Estado como la de Gobierno, en el mencionado país.

## Lista de presidentes desde su independencia
| N.º   | Nombre                         | Inicio                   | Fin                      |
| ----- | ------------------------------ | ------------------------ | ------------------------ |
| 1.    | Hammer DeRoburt                | 31 de enero de 1968      | 22 de diciembre de 1976  |
| 2.    | Bernard Dowiyogo               | 22 de diciembre de 1976  | 19 de abril de 1978      |
| 3.    | Lagumot Harris                 | 19 de abril de 1978      | 15 de mayo de 1978       |
| (1).  | Hammer DeRoburt (2.º mandato)  | 15 de mayo de 1978       | 17 de septiembre de 1986 |
| 4.    | Kennan Adeang                  | 17 de septiembre de 1986 | 1 de octubre de 1986     |
| (1).  | Hammer DeRoburt (3.º mandato)  | 1 de octubre de 1986     | Diciembre de 1986        |
| (4).  | Kennan Adeang (2.º mandato)    | Diciembre de 1986        | Diciembre de 1986        |
| (1).  | Hammer DeRoburt (4.º mandato)  | Diciembre de 1986        | 17 de agosto de 1989     |
| 5.    | Kenos Aroi                     | 17 de agosto de 1989     | 12 de diciembre de 1989  |
| (2).  | Bernard Dowiyogo (2.º mandato) | 12 de diciembre de 1989  | 22 de noviembre de 1995  |
| (3).  | Lagumot Harris (2.º mandato)   | 22 de noviembre de 1995  | 11 de noviembre de 1996  |
| (2).  | Bernard Dowiyogo (3.º mandato) | 11 de noviembre de 1996  | 26 de noviembre de 1996  |
| (4).  | Kennan Adeang (3.º mandato)    | 26 de noviembre de 1996  | 19 de diciembre de 1996  |
| 6.    | Ruben Kun                      | 19 de diciembre de 1996  | 13 de febrero de 1997    |
| 7.    | Kinza Clodumar                 | 13 de febrero de 1997    | 18 de junio de 1998      |
| (2).  | Bernard Dowiyogo (4.º mandato) | 18 de junio de 1998      | 27 de abril de 1999      |
| 8.    | René Harris                    | 27 de abril de 1999      | 20 de abril de 2000      |
| (2).  | Bernard Dowiyogo (5.º mandato) | 20 de abril de 2000      | 30 de marzo de 2001      |
| (8).  | René Harris (2.º mandato)      | 30 de marzo de 2001      | 9 de enero de 2003       |
| (2).  | Bernard Dowiyogo (6.º mandato) | 9 de enero de 2003       | 17 de enero de 2003      |
| (8).  | René Harris (3.º mandato)      | 17 de enero de 2003      | 18 de enero de 2003      |
| (2).  | Bernard Dowiyogo (7.º mandato) | 18 de enero de 2003      | 10 de marzo de 2003      |
| 9.    | Derog Gioura                   | 10 de marzo de 2003      | 29 de mayo de 2003       |
| 10.   | Ludwig Scotty                  | 29 de mayo de 2003       | 8 de agosto de 2003      |
| (8).  | René Harris (4.º mandato)      | 8 de agosto de 2003      | 22 de junio de 2004      |
| (10). | Ludwig Scotty (2.º mandato)    | 22 de junio de 2004      | 19 de diciembre de 2007  |
| 11.   | Marcus Stephen                 | 19 de diciembre de 2007  | 10 de noviembre de 2011  |
| 12.   | Frederick Pitcher              | 10 de noviembre de 2011  | 15 de noviembre de 2011  |
| 13.   | Sprent Dabwido                 | 15 de noviembre de 2011  | 11 de junio de 2013      |
| 14.   | Baron Waqa                     | 11 de junio de 2013      | 27 de agosto de 2019     |
| 15.   | Lionel Aingimea                | 27 de agosto de 2019     | 29 de septiembre de 2022 |
| 16.   | Russ Kun                       | 29 de septiembre de 2022 | 30 de octubre de 2023    |
| 17.   | David Adeang                   | 30 de octubre de 2023    | Presente                 |